# Enneacanthus
Enneacanthus — рід окунеподібних риб родини Центрархові (Centrarchidae). Це дрібні рибки (до 10 см завдовжки), що поширені у прісних водоймах на сході США. Всі види використовуються в акваріумістиці.

## Класифікація
Рід містить три види:
- Enneacanthus chaetodon (S. F. Baird, 1855)
- Enneacanthus gloriosus (Holbrook, 1855)
- Enneacanthus obesus (Girard, 1854)